# Otto Ludwig Hölder
Otto Ludwig Hölder (ur. 22 grudnia 1859 w Stuttgarcie, zm. 29 sierpnia 1937 w Lipsku) – niemiecki matematyk zajmujący się analizą i algebrą, konkretniej analizą rzeczywistą i teorią grup.
Upamiętnieniają go:
- nierówność Höldera;
- twierdzenie Höldera;
- twierdzenie Jordana-Höldera;
- warunek Höldera.

## Życiorys
Urodził się w Stuttgarcie w Badenii-Wirtembergii – tam też ukończył szkołę Polytechnikum (dzisiejszy Uniwersytet w Stuttgarcie). W 1877 roku rozpoczął studia w Berlinie. Wśród jego nauczycieli można odnaleźć takie nazwiska, jak Leopold Kronecker, Karl Weierstraß, czy Ernst Eduard Kummer. W 1882 uzyskał doktorat na Uniwersytecie w Tybindze, jego rozprawa doktorska dotyczyła teorii potencjału. Od 1899 osiadł w Lipsku, pracował na tamtejszym Uniwersytecie. Zmarł w Lipsku w 1937 roku.